# NGC 86
Az NGC 86 egy spirálgalaxis az Andromeda (Androméda) csillagképben.

## Felfedezése
Az NGC 86 galaxist Guillaume Bigourdan fedezte fel 1884. november 14-én.

## Tudományos adatok
A galaxis 5591 km/s sebességgel távolodik tőlünk.